# Peter Camenzind
Pour les articles homonymes, voir Camenzind.
Peter Camenzind (titre original : Peter Camenzind) est le premier roman de l'écrivain allemand Hermann Hesse, publié en 1904. On y retrouve beaucoup de thèmes présents dans l'œuvre de Hesse, principalement la recherche d'une identité spirituelle et physique face à la beauté de la nature et au monde moderne, et le rôle que joue l'art dans cette quête.

## Résumé
Le roman débute par la phrase : « Au commencement était le mythe. La divinité qui, dans son effort pour s'exprimer, le fit éclore dans l'âme primitive des Hindous, des Grecs et des Germains le crée aussi chaque jour à nouveau dans toute âme d'enfant. » Dans cette œuvre très poétique, le héros, Peter Camenzind, jeune montagnard, quitte son village pour partir à la rencontre des hommes.  Le personnage rappelle aisément d'autres protagonistes de l'œuvre de Hesse, comme Siddhartha, Goldmund, et Harry Haller. Comme eux, Peter souffre profondément et entreprend de nombreux voyages intellectuels, physiques et spirituels. Au cours de ses voyages, il fera l'expérience de nombreux paysages allemands, français, italiens et suisses, ainsi qu'un large spectre d'émotion qu'un homme peut éprouver au cours d'une vie. Plus tard dans sa vie, il s'occupera d'un infirme nommé Boppi dont il tirera autant d'avantages qu'il en donne.
Peter Camenzind quitte jeune son village montagnard natal avec de grandes ambitions. Après avoir vécu la mort de sa mère et ressenti l'envie de quitter un père insensible, il se dirige à l'université. Pendant ses études, il rencontre et tombe amoureux d'une peintre, Erminia Aglietti et devient un ami proche d'un jeune pianiste nommé Richard. Très attristé par la mort de ce dernier, il se met à errer pour s'imprégner des diverses expériences de la vie.
Confronté aux vicissitudes de la vie, Peter tombe dans l'alcoolisme pour affronté la dureté et l'inexplicable étrangeté de celle-ci. Il rencontre et tombe amoureux d'Elisabeth, même si cette dernière est mariée à un autre homme. Cependant, son voyage en Italie le modifie à bien des égards et renforce sa capacité à aimer et à voir la beauté en toutes choses. C'est lorsqu'il rencontre Boppi qu'il comprend ce que veut dire aimer autrui. Avec le temps, il trouve en Boppi une merveilleuse reflection de l'humanité sous sa forme la plus noble, et forgent ensemble une amitié indissociable. Après la mort de Boppi, Peter Camenzind retourne dans son village et prend soin de son père maintenant âgé, alors même qu'il planifie l'achèvement de la grande œuvre de sa vie.